# Pedagogía de la impunidad
La pedagogía de la impunidad es un concepto que permite observar el proceso de socialización, en general, y de educación, en particular, en  sociedades donde han existido conflictos violentos, y donde los vencedores de tales conflictos justifican —o por lo menos invitan a no juzgar— la violencia ejercida sobre los otros grupos sociales. Esta práctica es típica de sociedades donde han sido sometidos pueblos originarios, grupos étnicos, grupos religiosos, migrantes, etc.
Por lo anterior, la pedagogía de la impunidad hace referencia a la acción de socializar y enseñar obviando o justificando la violencia contra los grupos sometidos en la historia o el presente. En la historia, esta acción se ve claramente reflejada en el proceso educativo, y puede ser observada en diferentes dimensiones:
- En el currículo, donde se puede observar la ausencia de contenidos o la justificación de la violencia ejercida sobre algún grupo; esto permite observar cómo los grupos dominantes influyen en la educación de una sociedad y buscan reproducir su ideología, ya que transmiten una historia no objetiva que, incluso, les permite justificar la posición que ocupan.
- En los libros de texto, cuando existen los contenidos en el currículo pero sus autores o editoriales prefieren obviarlos para no entrar en conflicto con los sectores dominantes.
- En la práctica docente, cuando el profesor nunca ha tenido acceso a esos contenidos y se limita a reproducir lo que él ha aprendido; también cuando el profesor sí ha tenido acceso a los contenidos, pero prefiere no abordar el tema, ya sea por lo complicado o por temor a generar inconformidad con algunos sectores de la comunidad educativa.

En el presente es un poco más compleja su observación, ya que hace referencia a una obediencia a la autoridad tal que permite el autoritarismo, es decir, el tolerar que la autoridad rompa con las normas sociales, incluso aquellas que garantizan la dignidad de cada ser humano en la sociedad.  Esto se puede observar en las interacciones del aula, en el centro educativo, en la familia; pero, curiosamente, si coexisten en estos espacios, se podrán observar en espacios más amplios de participación social: organizaciones, gobiernos, etc. Las expresiones que se pueden observar son:
- que el interés individual de quienes gobiernan está por sobre el de los gobernados;
- que no se respetan las instituciones por quienes gobiernan, dejando a los gobernados en una situación de vulnerabilidad;
- el no respeto de los derechos, tanto individuales como colectivos;
- la indiferencia por parte de la sociedad hacia aquellos grupos sociales en desventaja, y
- la incapacidad de participar en el diálogo y en la construcción de propuestas que beneficien a los diferentes grupos sociales.

La pedagogía de la impunidad es propia de aquellas sociedades donde los grupos dominantes se legitiman colocándose a sí mismos como los «héroes» de esa sociedad. Existen trabajos donde se enfocan en las prácticas específicas en el aula.